# Betul (district)
Betul is een district van de Indiase staat Madhya Pradesh. Het district telt 1.394.421 inwoners (2001) en heeft een oppervlakte van 10.043 km².
Hoofdstad: Bhopal
Districten: